# Pit Beirer
Pit Beirer, né le 19 octobre 1972 à Radolfzell (Allemagne), est un ancien pilote moto allemand et le manager sportif de la branche motocross pour l'usine KTM.
Il termine troisième aux Championnats du monde de motocross durant plusieurs années dans la catégorie 250 cm3 avec la team Honda en 1997, 1998, 2000 et 2002. Il termine second en 1999 derrière le français Frédéric Bolley.
Sa carrière s’arrête après une chute qui le laisse paraplégique en 2003,.
En 2013, il devient responsable du Motorsport chez Husqvarna (filiale de KTM).